# Mistrzostwa Europy w Lekkoatletyce 1971 – bieg na 400 m mężczyzn

David Jenkins

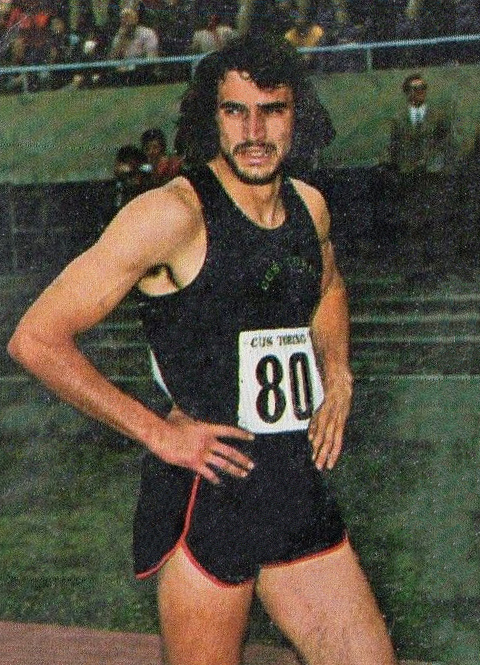
Marcello Fiasconaro

Bieg na dystansie 400 metrów mężczyzn był jedną z konkurencji rozgrywanych podczas X Mistrzostw Europy w Helsinkach. Biegi eliminacyjne zostały rozegrane 11 sierpnia, półfinałowe 12 sierpnia, a bieg finałowy 13 sierpnia 1971 roku. Zwycięzcą tej konkurencji został reprezentant Wielkiej Brytanii David Jenkins. W rywalizacji wzięło udział dwudziestu sześciu zawodników z czternastu reprezentacji.

## Rekordy
| Rekord świata     | Lee Evans (USA)          | 43,86 | Meksyk, Meksyk | 18.10.1968 |
| Rekord Europy     | Martin Jellinghaus (FRG) | 45,06 | Meksyk, Meksyk | 18.10.1968 |
| Rekord mistrzostw | Jan Werner (POL)         | 45,75 | Ateny, Grecja  | 18.09.1969 |

## Wyniki

### Eliminacje
Bieg 1
| Miejsce | Zawodnik            | Czas  | Uwagi |
| ------- | ------------------- | ----- | ----- |
| 1       | Jan Werner          | 46,44 | Q     |
| 2       | Marcello Fiasconaro | 46,49 | Q     |
| 3       | Gilles Bertould     | 46,81 | Q     |
| 4       | Miroslav Tulis      | 46,83 | Q     |
| 5       | Siemion Koczer      | 46,90 |       |
| 6       | Miro Kocuvan        | 47,63 |       |

Bieg 2
| Miejsce | Zawodnik             | Czas  | Uwagi |
| ------- | -------------------- | ----- | ----- |
| 1       | David Jenkins        | 46,66 | Q     |
| 2       | Andrzej Badeński     | 46,68 | Q     |
| 3       | Per Rom              | 46,73 | Q     |
| 4       | Hermann Köhler       | 46,77 | Q     |
| 5       | Jewgienij Borisienko | 47,12 |       |
| 6       | Christian Nicolau    | 47,12 |       |
| 7       | Anders Faager        | 47,32 |       |

Bieg 3
| Miejsce | Zawodnik            | Czas  | Uwagi |
| ------- | ------------------- | ----- | ----- |
| 1       | Klaus Hauke         | 46,84 | Q     |
| 2       | Martin Jellinghaus  | 46,96 | Q     |
| 3       | Waldemar Korycki    | 47,10 | Q     |
| 4       | Michael Fredriksson | 47,44 | Q     |
| 5       | Giacomo Puosi       | 47,63 |       |
| 6       | Hugues Roger        | 47,75 |       |
| 7       | John Robertson      | 48,20 |       |

Bieg 4
| Miejsce | Zawodnik             | Czas  | Uwagi |
| ------- | -------------------- | ----- | ----- |
| 1       | Markku Kukkoaho      | 46,72 | Q     |
| 2       | Thomas Jordan        | 46,98 | Q     |
| 3       | Aleksandr Bratczikow | 47,21 | Q     |
| 4       | Fanahan McSweeney    | 47,34 | Q     |
| 5       | René Bervoets        | 47,42 |       |
| 6       | Martin Bilham        | 48,13 |       |

### Półfinały
Półfinał 1
| Miejsce | Zawodnik             | Czas  | Uwagi |
| ------- | -------------------- | ----- | ----- |
| 1       | Thomas Jordan        | 46,29 | Q     |
| 2       | Hermann Köhler       | 46,44 | Q     |
| 3       | Marcello Fiasconaro  | 46,44 | Q     |
| 4       | Aleksandr Bratczikow | 46,66 | Q     |
| 5       | Andrzej Badeński     | 46,80 |       |
| 6       | Per Rom              | 46,92 |       |
| 7       | Miroslav Tulis       | 47,05 |       |
| 8       | Michael Fredriksson  | 48,4  |       |

Półfinał 2
| Miejsce | Zawodnik           | Czas  | Uwagi |
| ------- | ------------------ | ----- | ----- |
| 1       | Jan Werner         | 46,11 | Q     |
| 2       | David Jenkins      | 46,22 | Q     |
| 3       | Markku Kukkoaho    | 46,25 | Q     |
| 4       | Klaus Hauke        | 46,38 | Q     |
| 5       | Martin Jellinghaus | 46,78 |       |
| 6       | Gilles Bertould    | 47,23 |       |
| 7       | Fanahan McSweeney  | 47,69 |       |
| –       | Waldemar Korycki   | DNS   |       |

### Finał
| Miejsce | Zawodnik             | Czas  | Uwagi |
| ------- | -------------------- | ----- | ----- |
| 1       | David Jenkins        | 45,45 | CR    |
| 2       | Marcello Fiasconaro  | 45,49 | NR    |
| 3       | Jan Werner           | 45,57 |       |
| 4       | Markku Kukkoaho      | 45,74 | NR    |
| 5       | Thomas Jordan        | 46,01 |       |
| 6       | Hermann Köhler       | 46,07 |       |
| 7       | Aleksandr Bratczikow | 46,40 |       |
| 8       | Klaus Hauke          | 46,88 |       |